# (8996) 1981 EC10
(8996) 1981 EC10 — астероїд головного поясу, відкритий 1 березня 1981 року.
Тіссеранів параметр щодо Юпітера — 3.199.